# Llista de canxes de pilota valenciana
lista històrica de canxes de pilota valenciana (carrers, frares, frontons, galotxetes o trinquets) específiques per a la pràctica de qualssevol de les modalitats: en blanc, els trinquets amb activitat professional; en blau o en verd, canxes amb eixe color de muralla; en diferents tons de gris, canxes amb activitat amateur, inactives o desaparegudes.

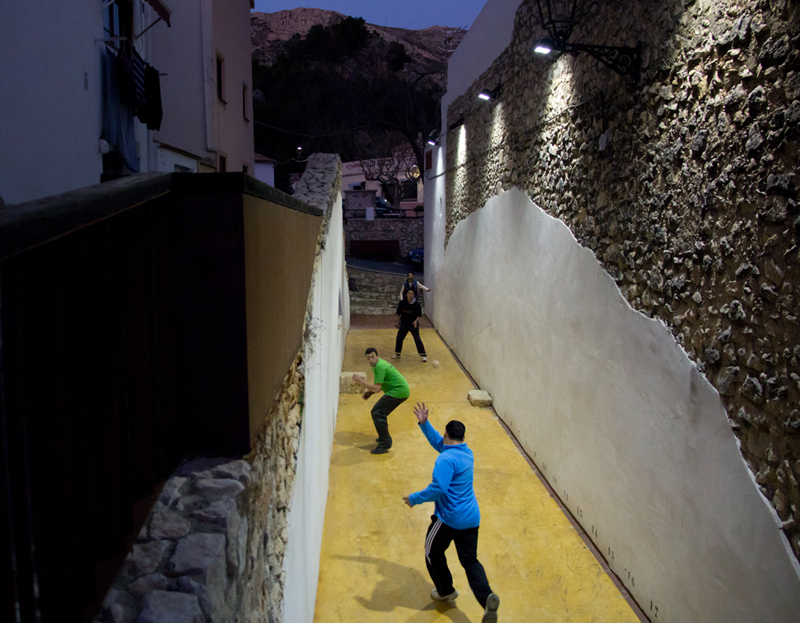
l'Abdet, 2012
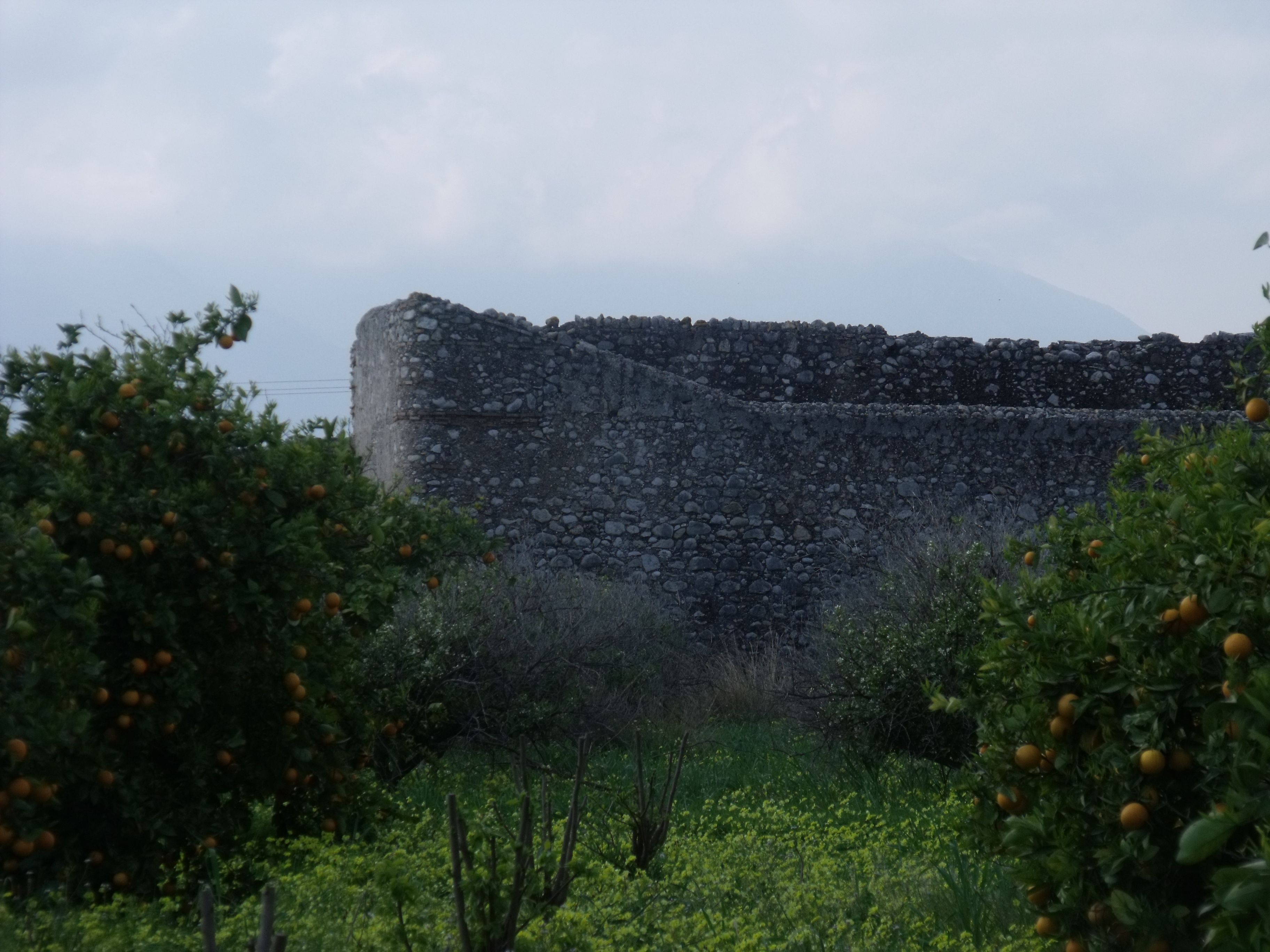
Almoines, 2017
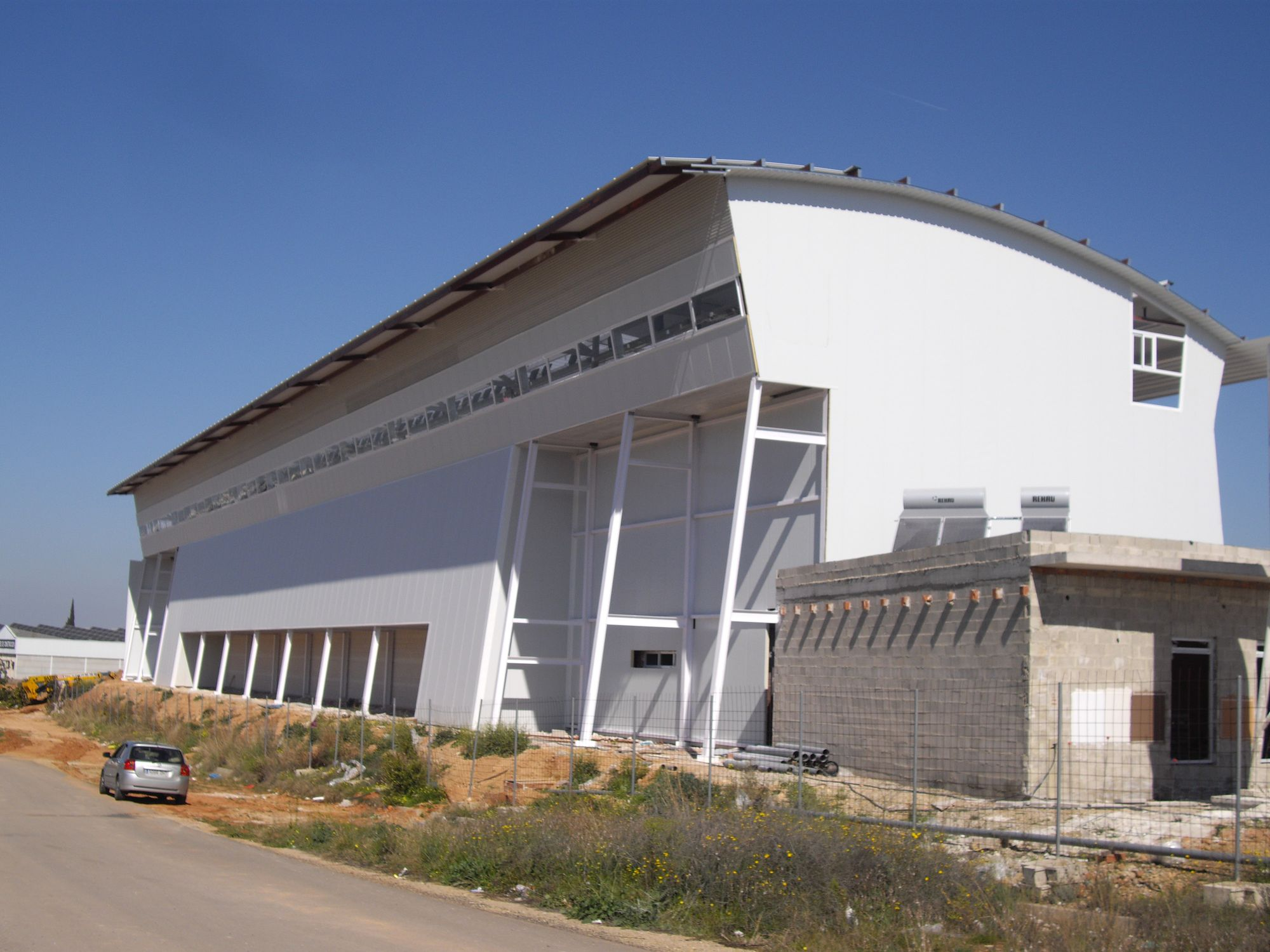
Alzira, 2008
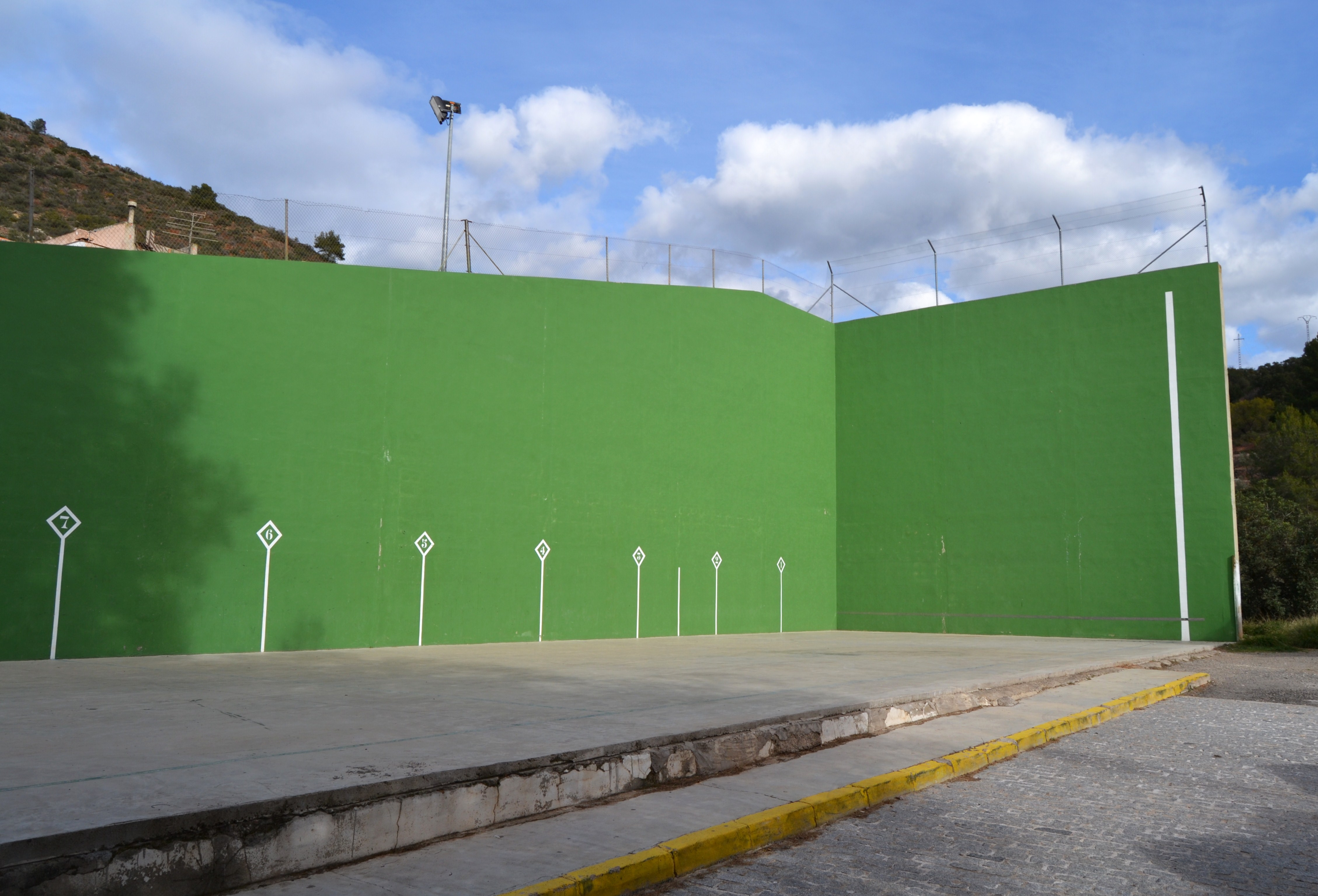
Assuévar, 2013
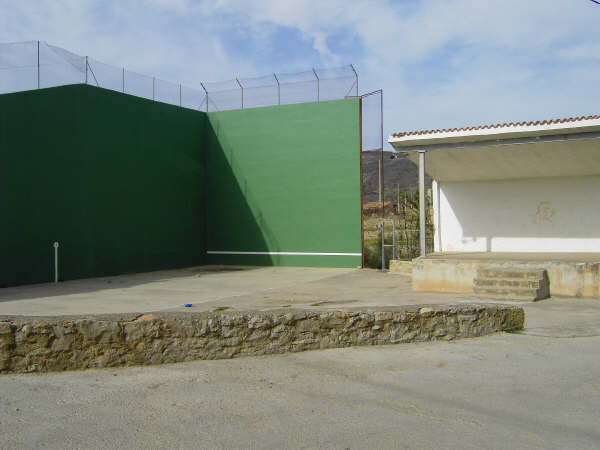
Baldovar, 2007
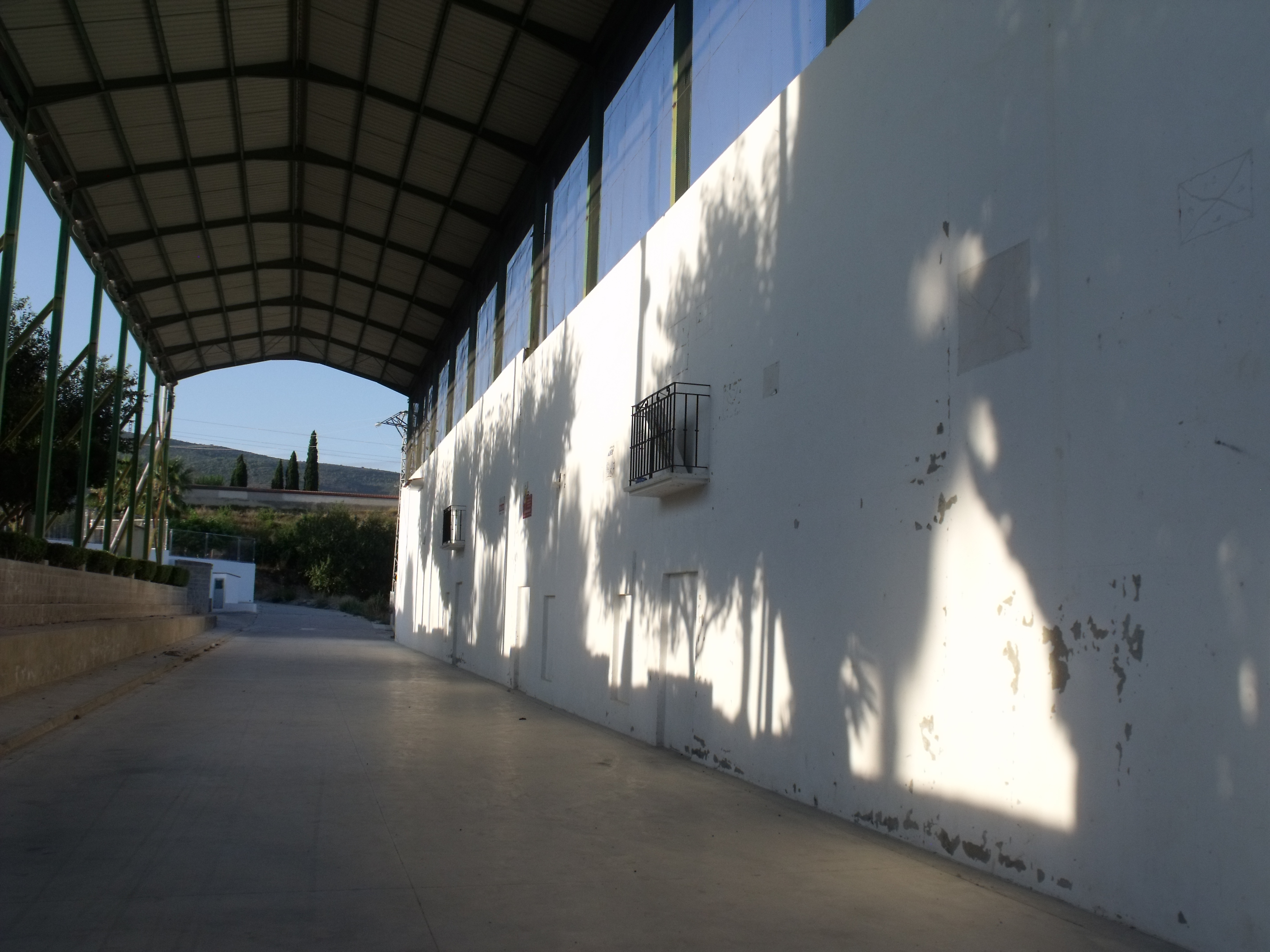
Bèlgida, 2017
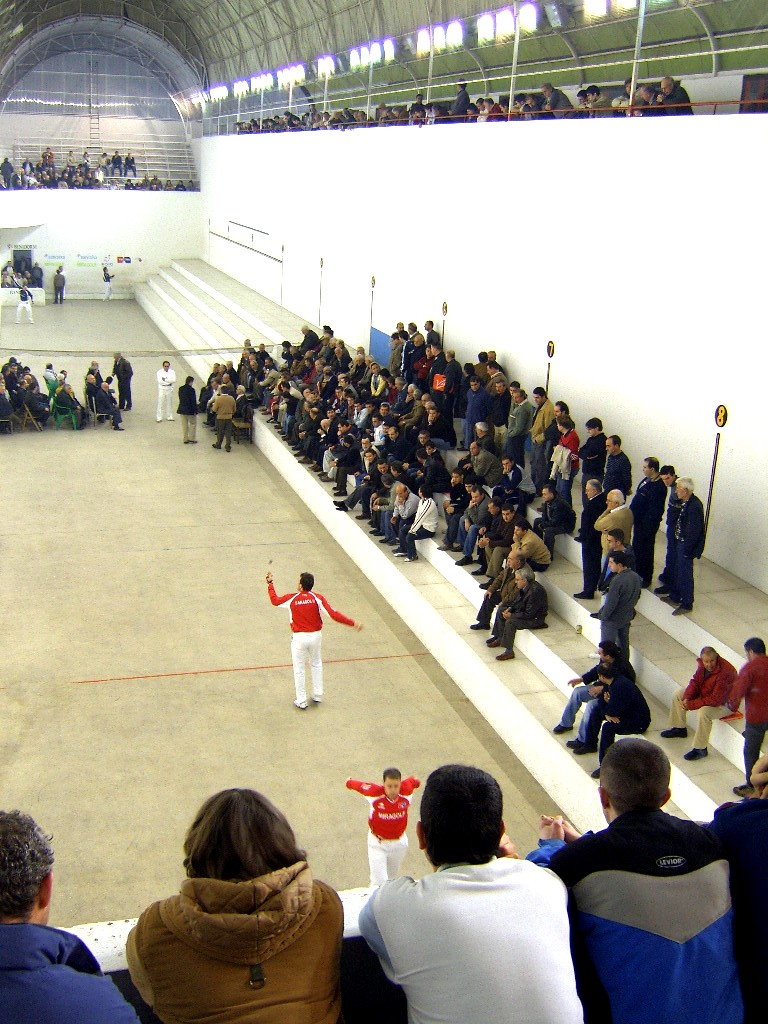
Benidorm, 2005
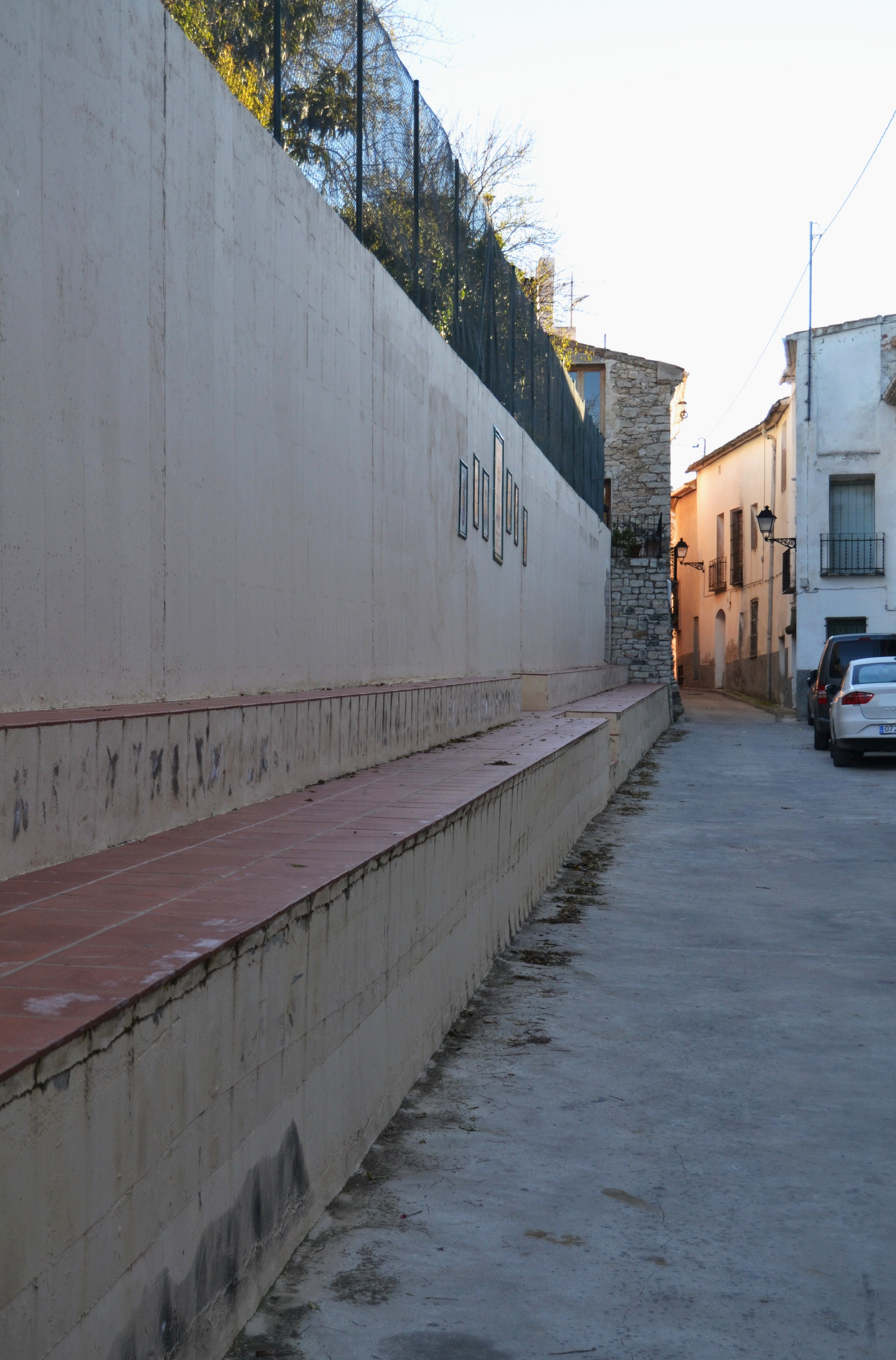
Benimassot, 2014
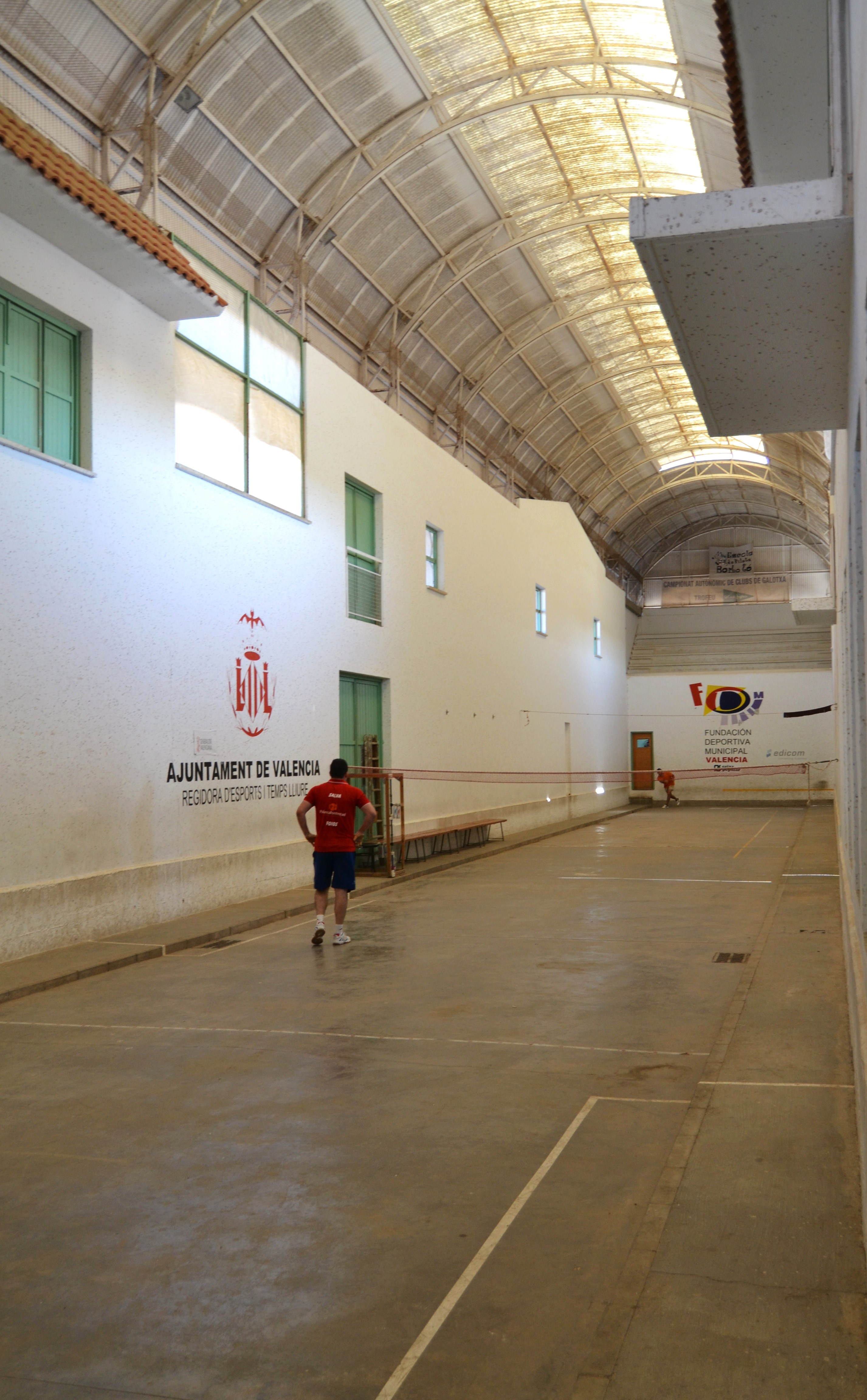
Borbotó, 2014
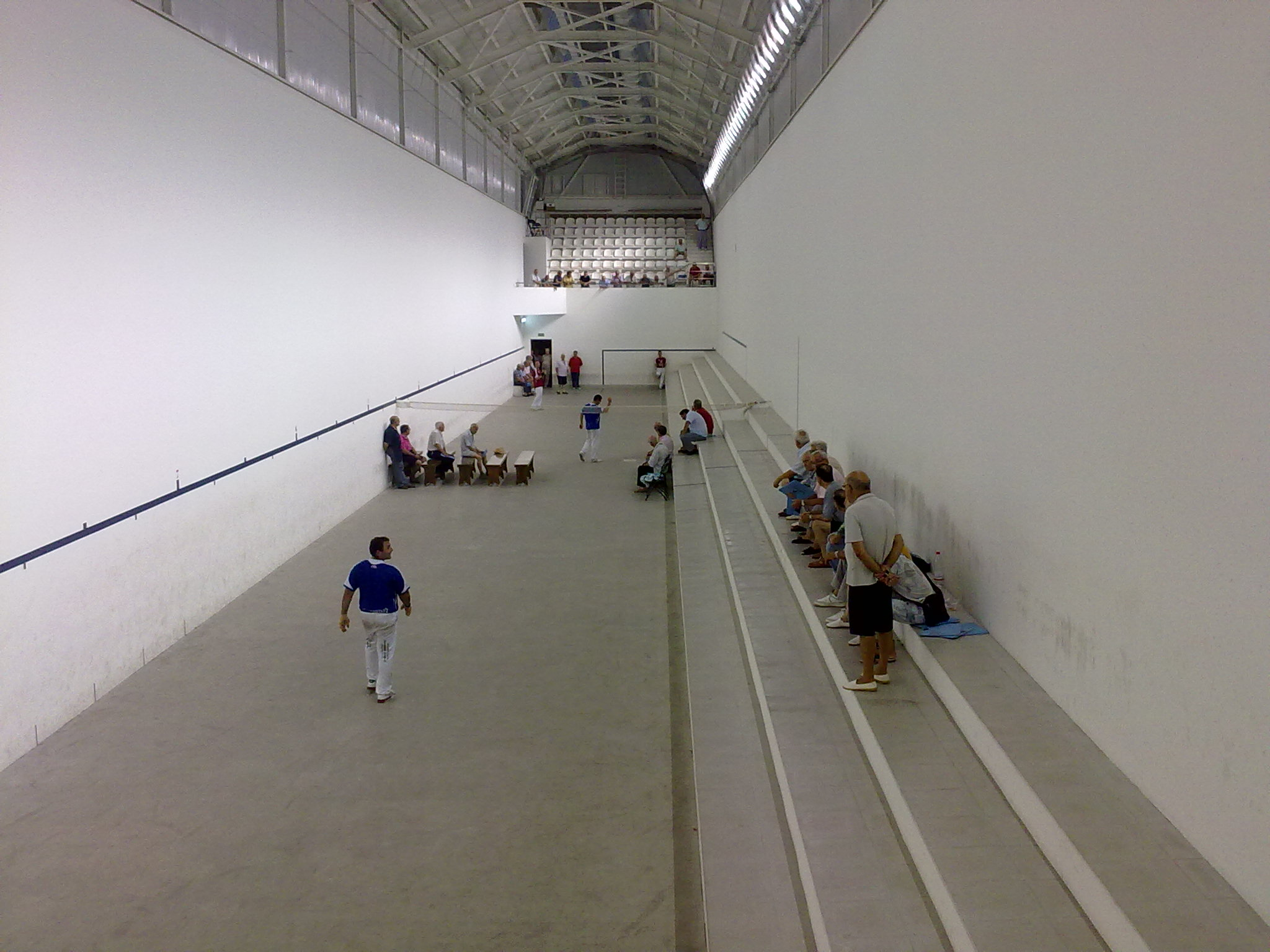
Borriana, 2010
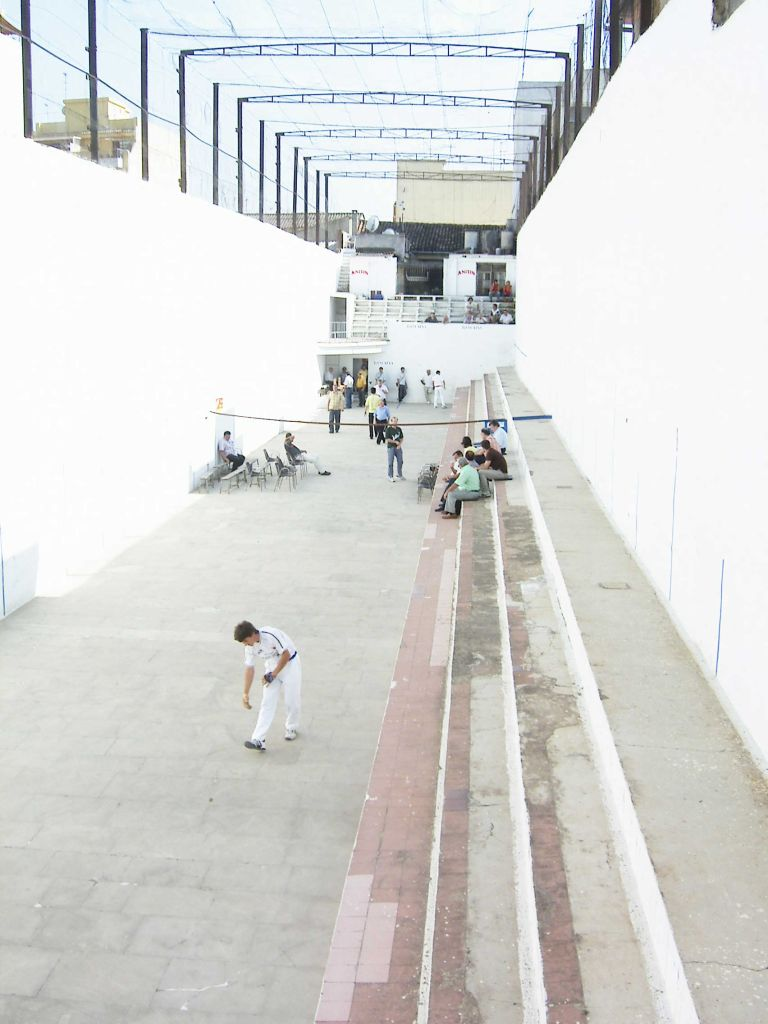
Carcaixent, 2005
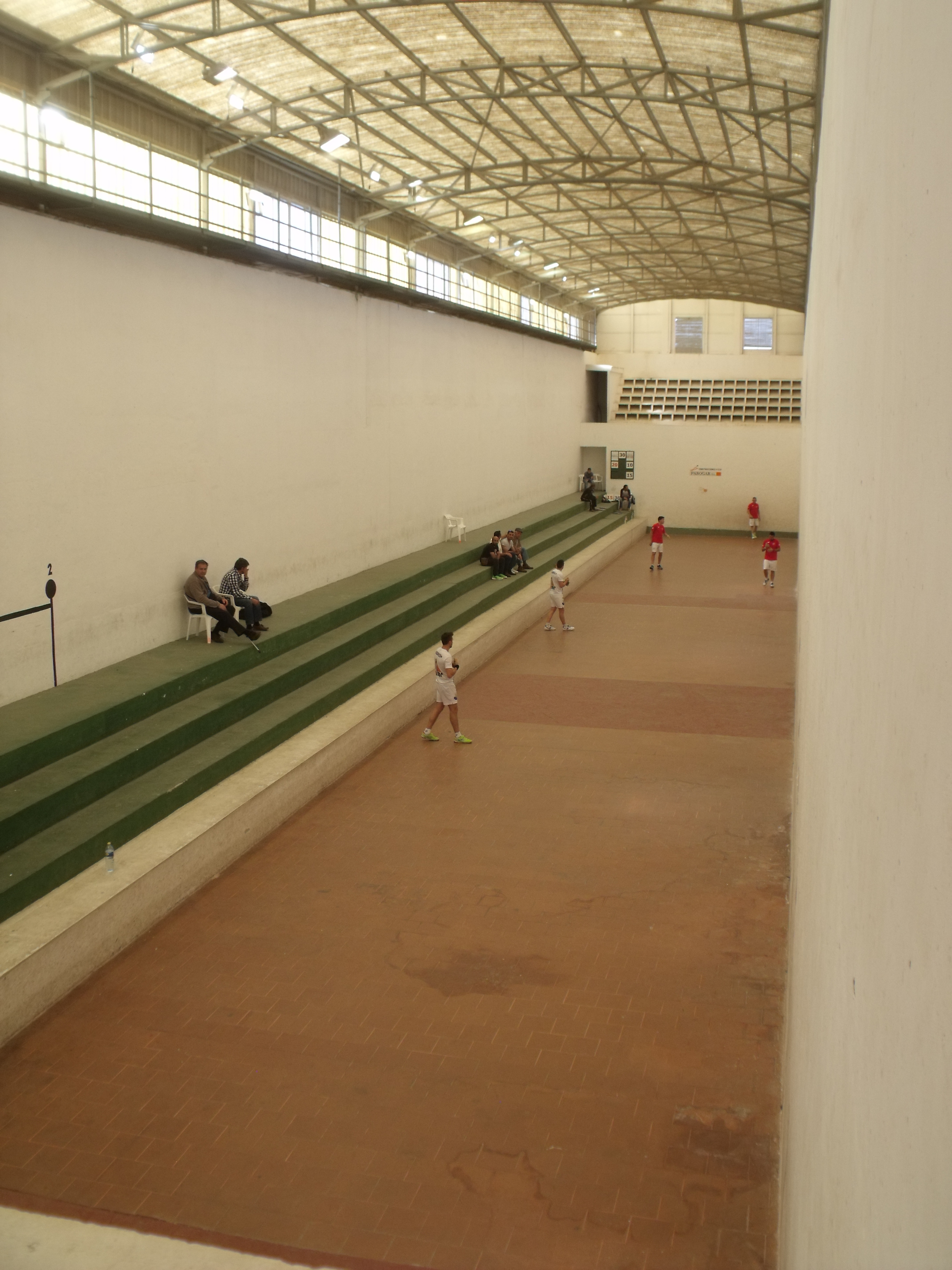
Càrcer, 2017
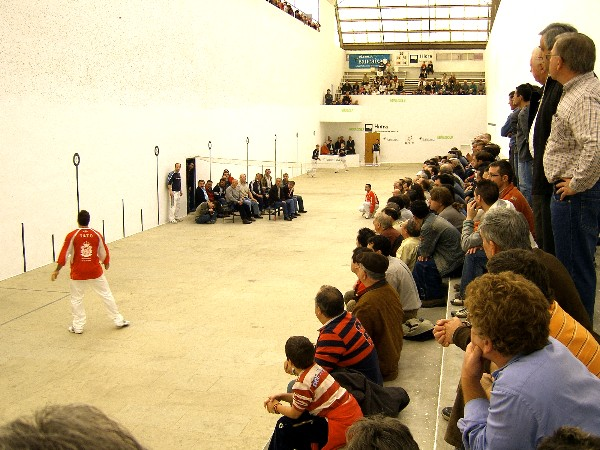
l'Eliana, 2007
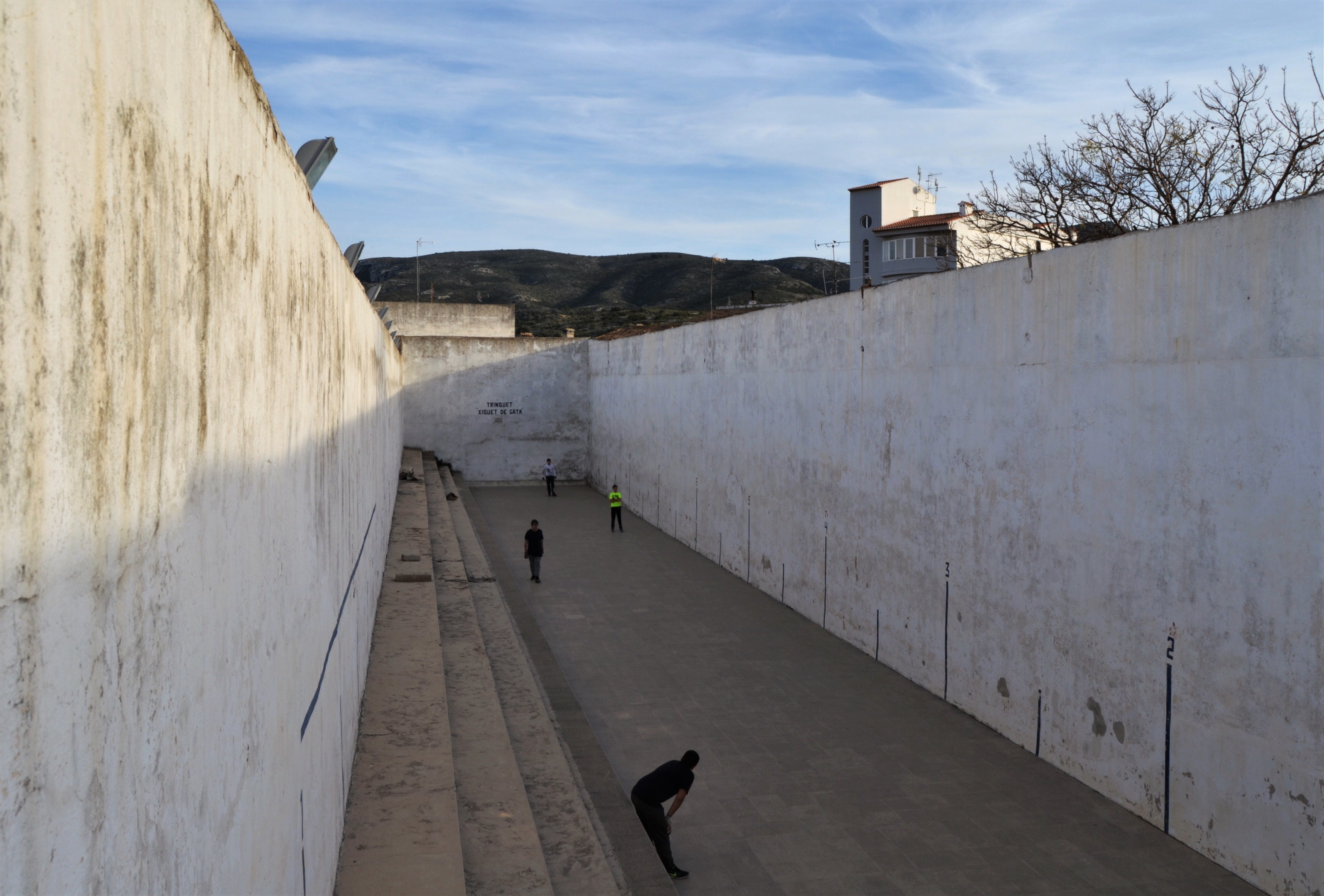
Gata, 2018
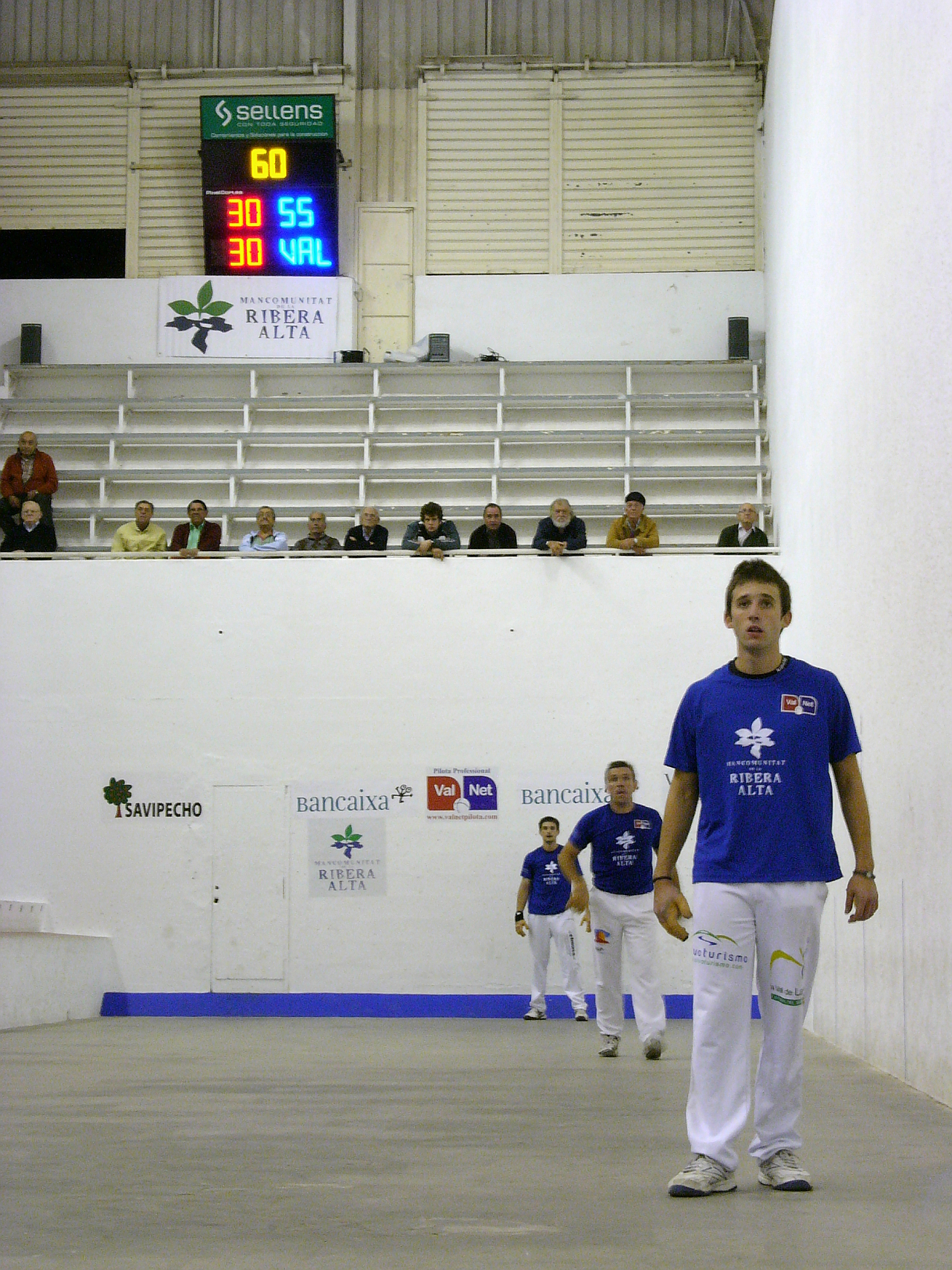
Guadassuar, 2010
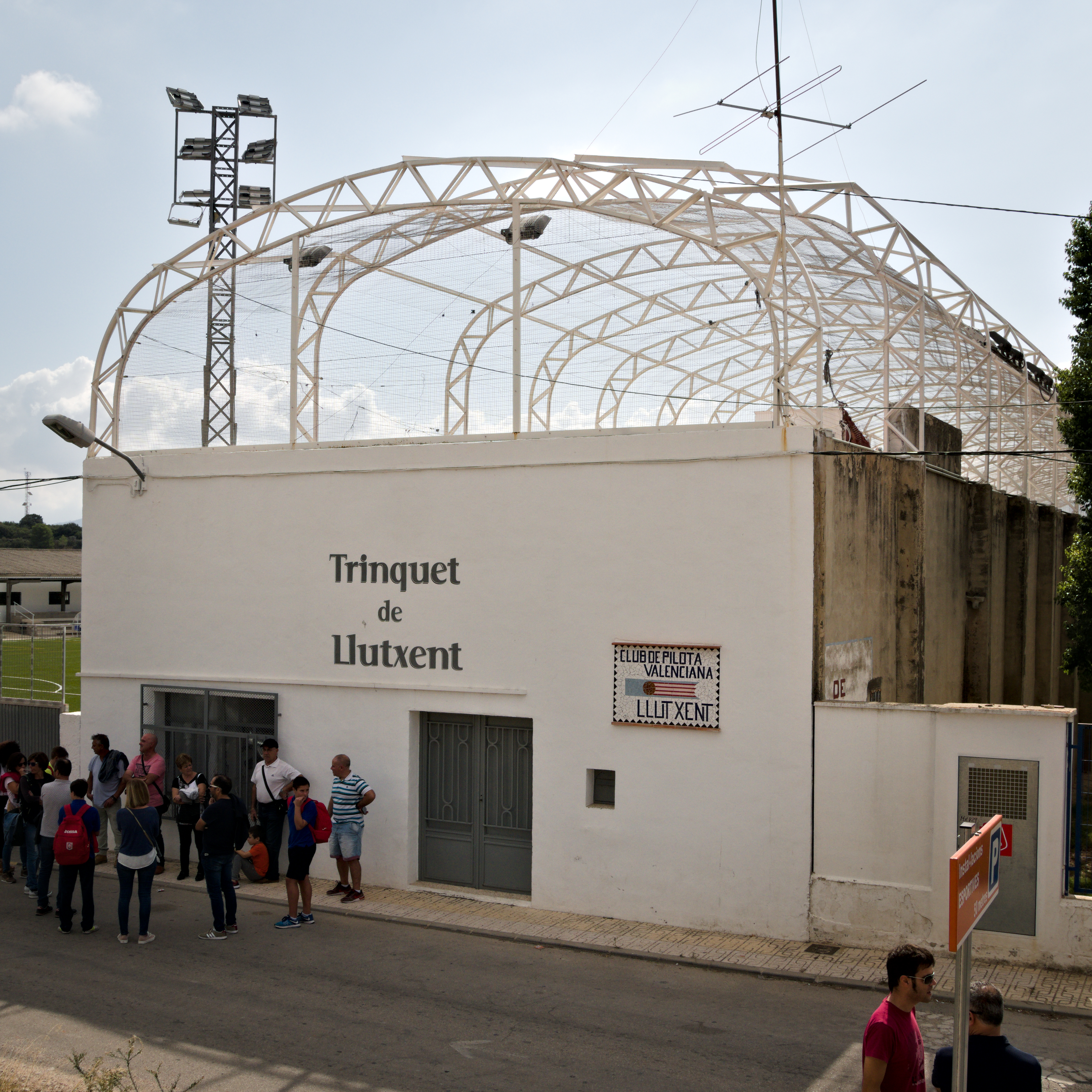
Llutxent, 2017
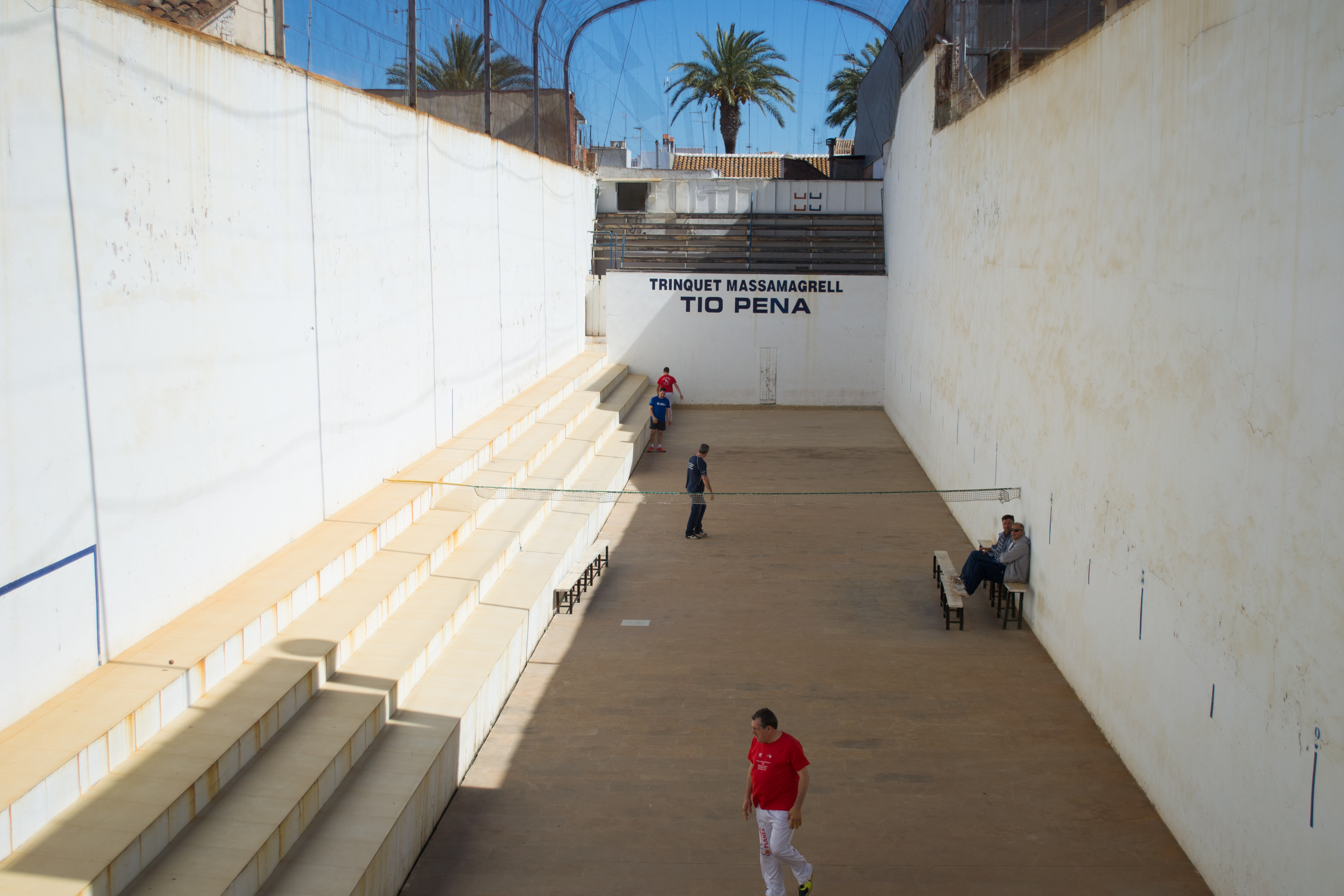
Massamagrell, 2017
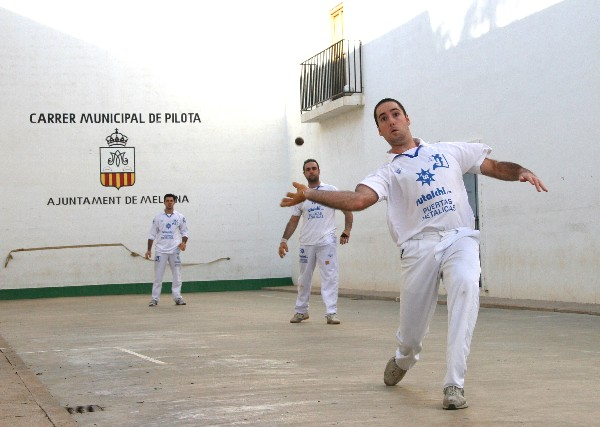
Meliana, 2006
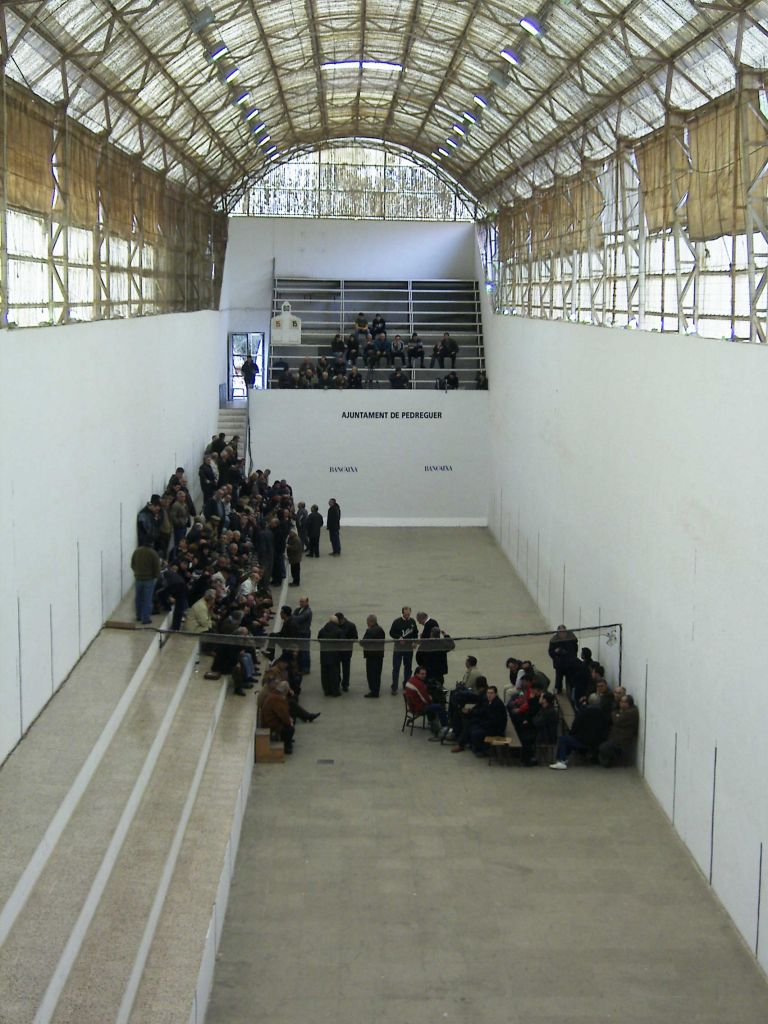
Pedreguer, 2005
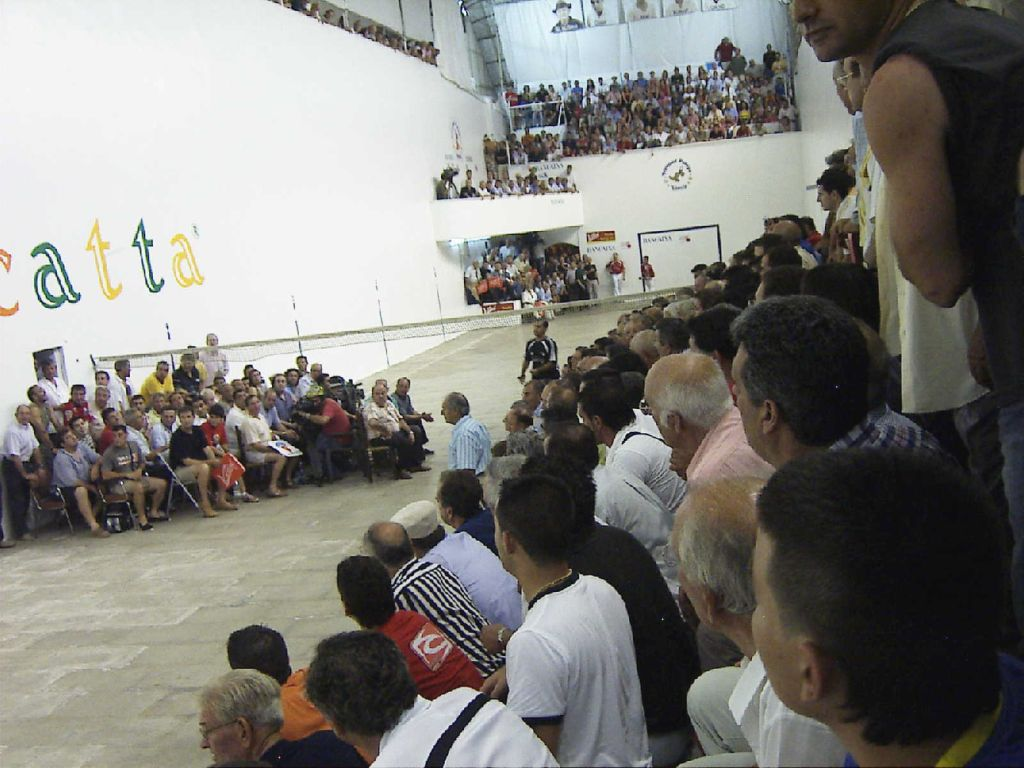
Pelayo, 2005
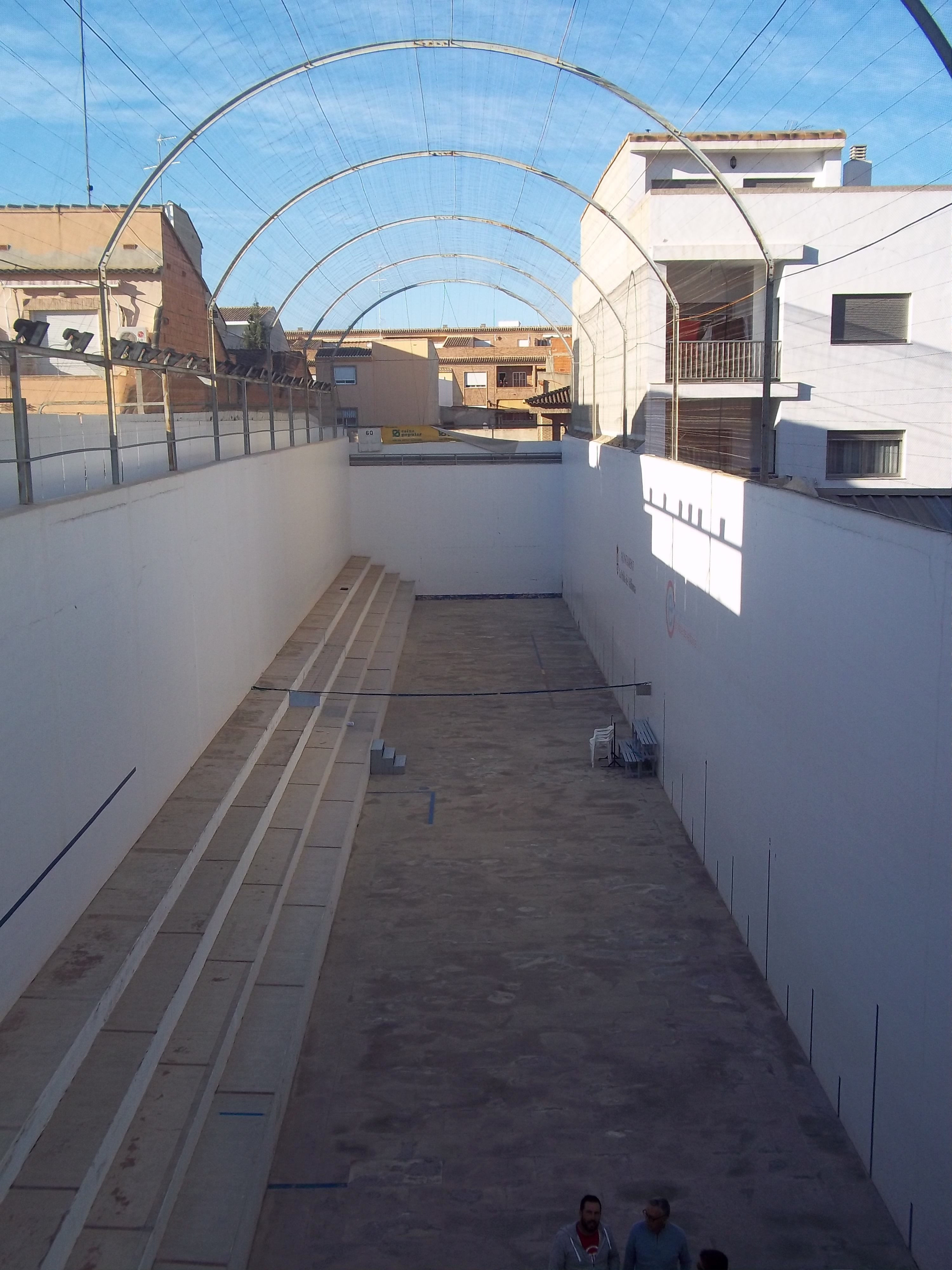
La Pobla, 2016
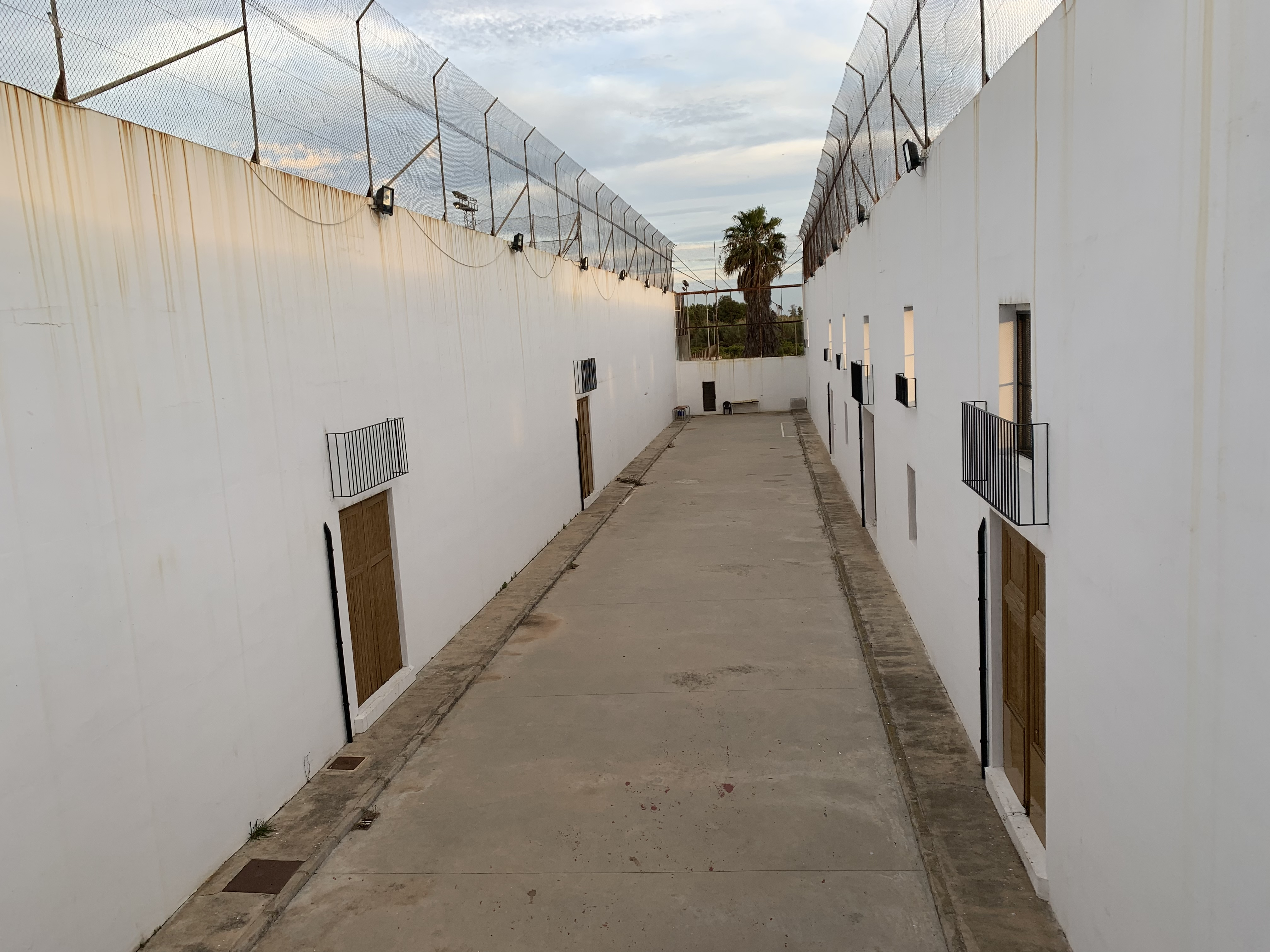
Sollana, 2019
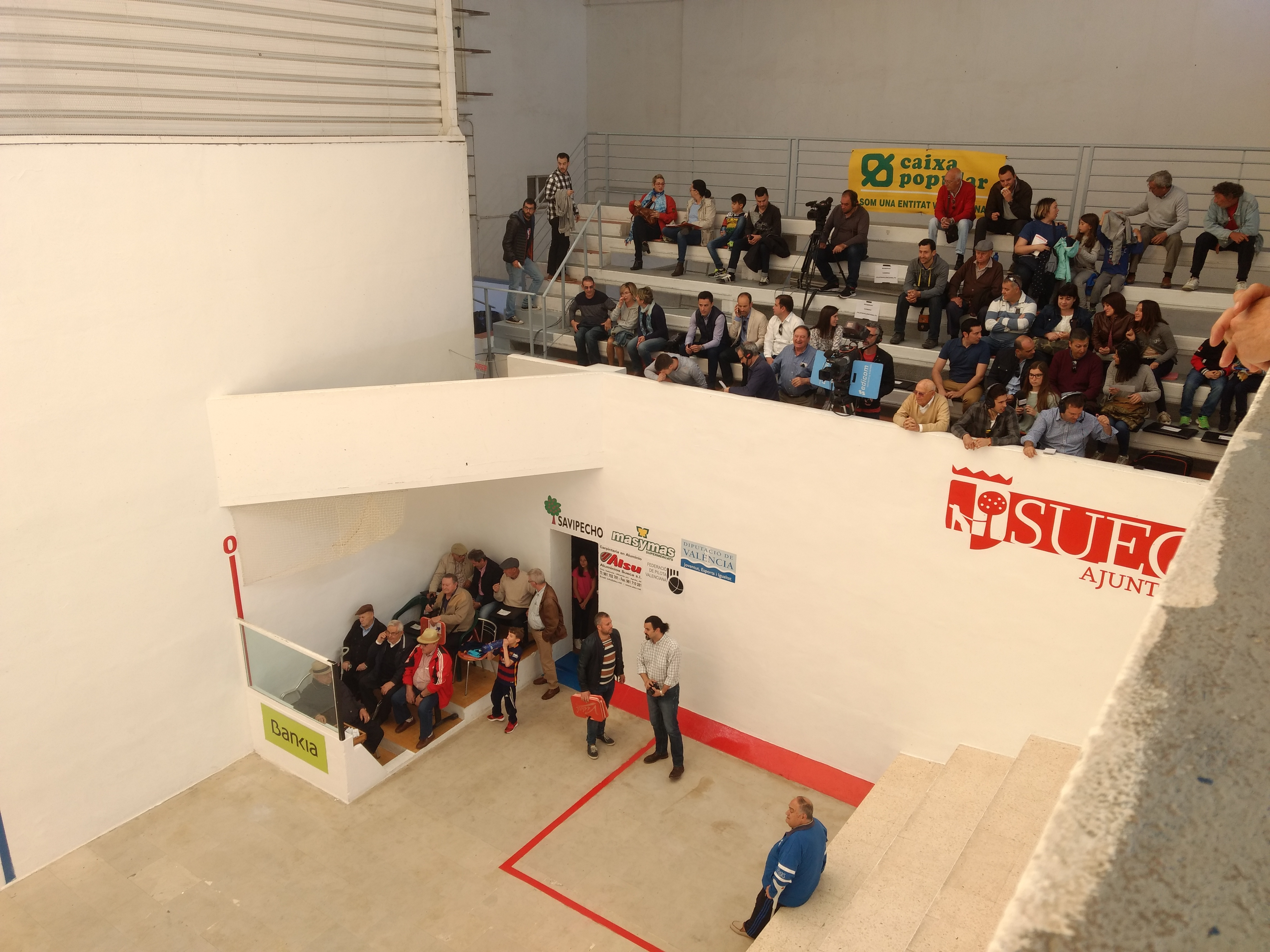
Sueca, 2017
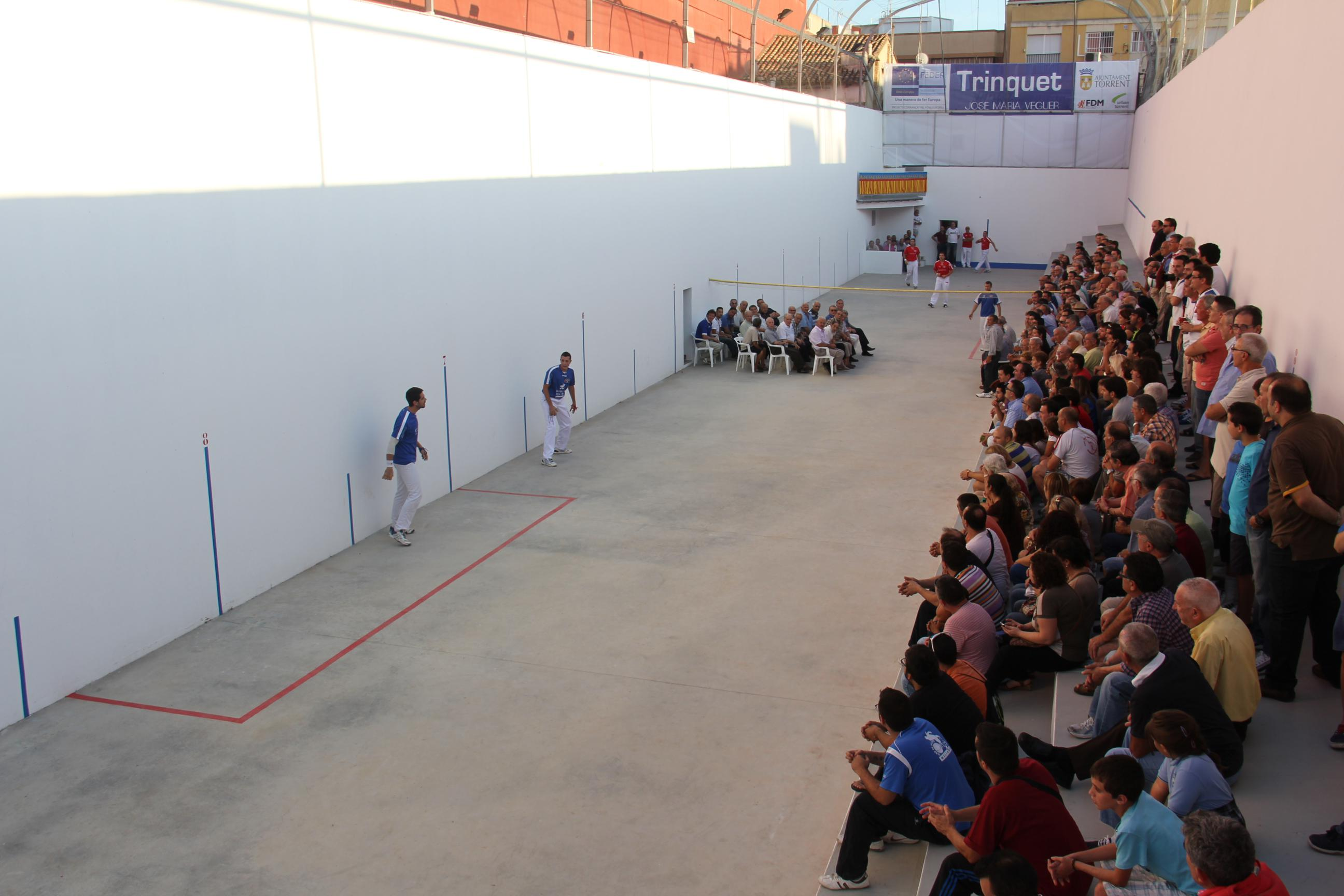
Torrent, 2013
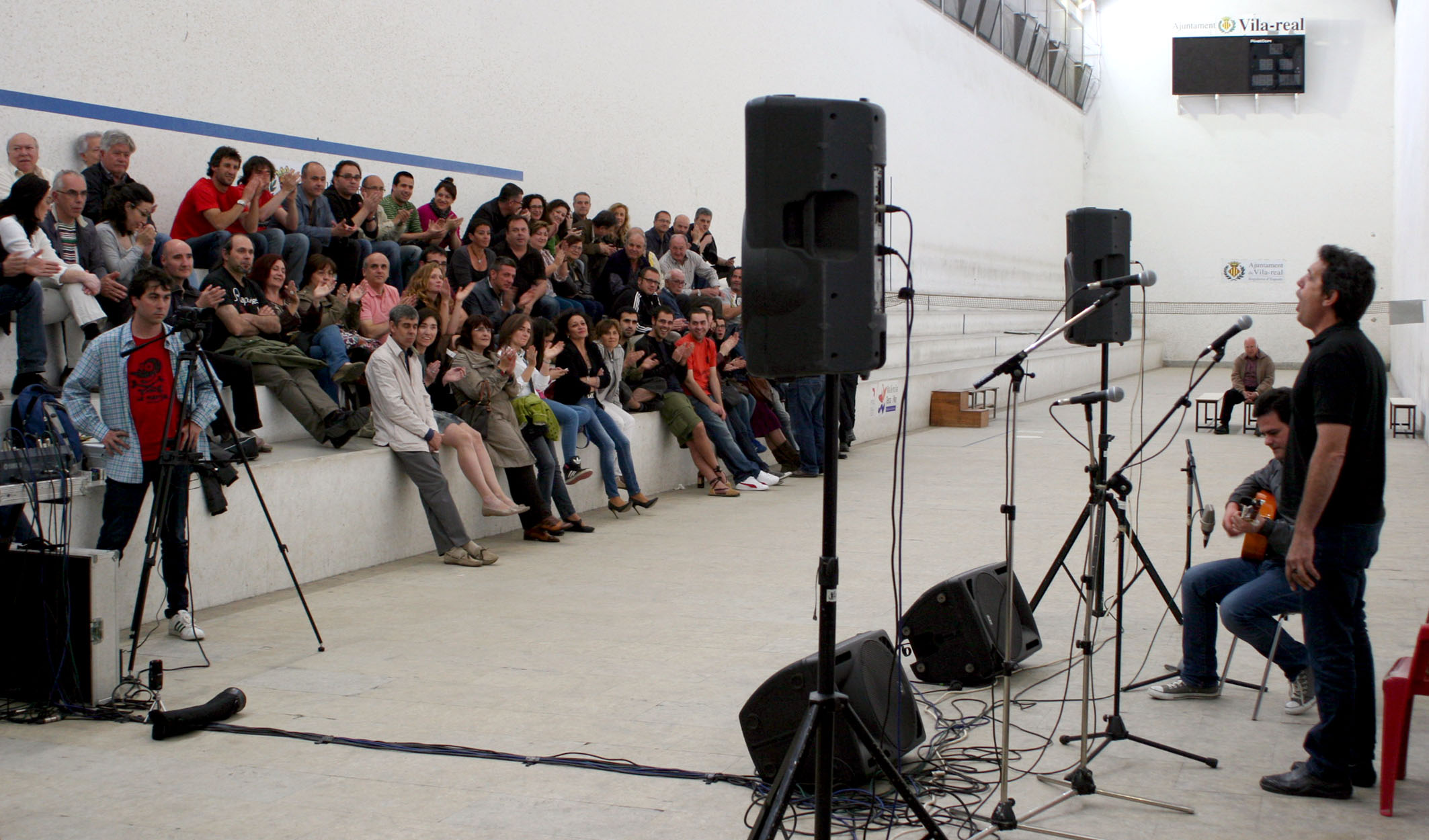
Vila-real, 2013
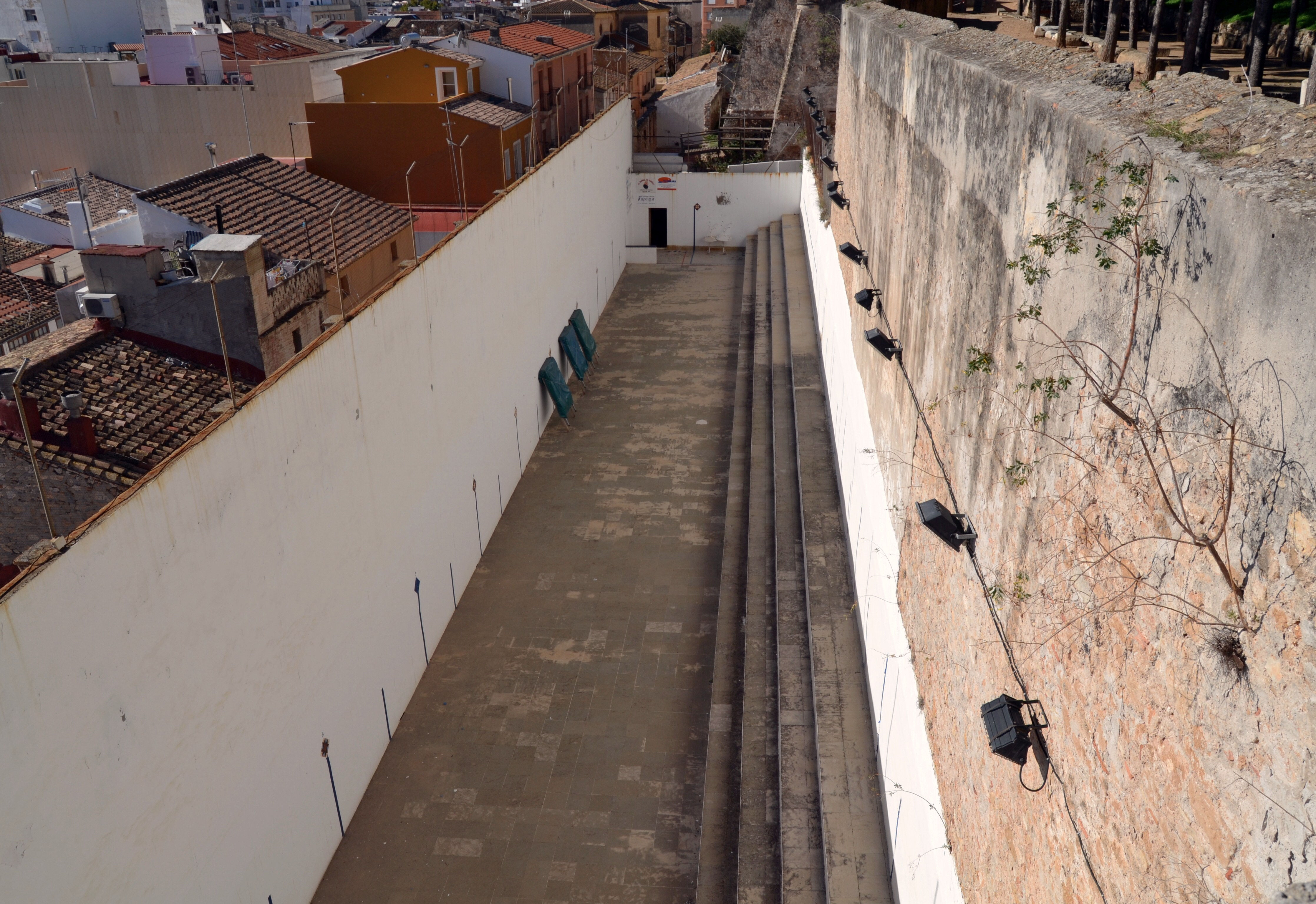
Vista Alegre, 2012

## Llista
| A.   | Comarca           | Localitat            | Canxa                                                               | Cel               | ←→    | Llarg | Estat      | Gestió  | Partides           |
| ---- | ----------------- | -------------------- | ------------------------------------------------------------------- | ----------------- | ----- | ----- | ---------- | ------- | ------------------ |
| 1868 | València          | la Roqueta           | Trinquet de Pelayo                                                  | cobert            | 10,53 | 58,17 | actiu      | privada | dissabtes/dijous   |
| 1987 | Safor             | Bellreguard          | Trinquet de Bellreguard                                             | cobert            |       |       | actiu      | privada | dissabtes          |
| 1929 | Plana Baixa       | Borriana             | Trinquet Batiste Viñes                                              | cobert            | 8,6   | 56,7  | actiu      | privada | dilluns            |
|      | Safor             | Xeraco               | Trinquet de Xeraco                                                  | cobert            |       |       | actiu      | pública | dilluns            |
| 1947 | Horta Nord        | Massamagrell         | Trinquet Tio Pena                                                   | descobert         | 9,6   | 56,4  | actiu      | pública | dimarts            |
| 1978 | Ribera Alta       | Guadassuar           | Nou Trinquet de Guadassuar                                          | cobert            | 9,4   | 57,04 | actiu      | privada | dimecres           |
| 1949 | Ribera Baixa      | Sueca                | Trinquet Eusebio                                                    | cobert            | 9,27  | 57    | actiu      | pública | divendres          |
|      | Safor             | Piles                | Trinquet Ciscar                                                     | cobert            |       |       | actiu      | privada | divendres          |
| 1960 | Plana Baixa       | Vila-real            | Trinquet Salvador Sagols                                            | cobert            | 9     | 57,95 | actiu      | pública | divendres          |
|      | la Costera        | el Genovés           | Trinquet del Genovés                                                | cobert            | 9,5   | 52,2  | actiu      | pública | divendres          |
|      | Horta Nord        | el Puig              | Frontó José Antonio Montesa                                         | cobert            |       |       | actiu      | pública | divendres          |
|      | Camp de Túria     | Vilamarxant          | Trinquet de Vilamarxant                                             | cobert            |       |       | actiu      | privada | divendres          |
|      | Costera           | la Llosa de R.       | Trinquet Balduino                                                   | cobert            |       |       | actiu      | pública | dissabtes          |
| 2015 | la Safor          | Oliva                | Trinquet Municipal d'Oliva                                          | cobert            |       |       | actiu      | pública |                    |
| 1976 | Marina Alta       | Pedreguer            | Trinquet Xato de Pedreguer                                          | cobert            | 9,9   | 59    | actiu      | pública | dissabtes          |
| 1957 | Marina Baixa      | Benissa              | Trinquet de Benissa                                                 | cobert            | 9,3   | 59    | actiu      | públic  | diumenges          |
|      | Camp de Túria     | Llíria               | Trinquet del Pla de l'Arc                                           | cobert            |       |       | actiu      | pública | diumenges          |
| 1988 | Vinalopó Mitjà    | Petrer               | Trinquet de Petrer                                                  | cobert            | 9     | 53,4  | actiu      | pública | dissabtes          |
| 2010 | Marina Alta       | Xàbia                | Trinquet de Xàbia                                                   | cobert            |       |       | actiu      | pública | diumenges          |
|      | Horta Sud         | Beniparrell          | Carrer El Surdo                                                     | descobert         |       |       | actiu      | pública |                    |
|      | Ribera Alta       | Gavarda              | Carrer de pilota de Gavarda                                         | descobert         |       |       | actiu      | pública |                    |
| 1998 | Horta Nord        | Meliana              | Carrer de pilota de Meliana                                         | descobert         |       | 70    | actiu      | pública |                    |
|      | Horta Nord        | Vinalesa             | Carrer Puchol II de Vinalesa                                        |                   |       |       | actiu      | pública |                    |
| 1983 | Vall d'Albaida    | Castelló de Rugat    | Trinquet de Castelló de Rugat                                       | cobert            |       |       |            |         |                    |
| 2015 | Costera           | Moixent              | Trinquet de Moixent                                                 | descobert         | 8'5   | 56,46 | actiu      | pública |                    |
|      | Ribera Baixa      | Almussafes           | Frontó d'Almussafes                                                 | cobert            |       |       | actiu      | pública |                    |
| 1985 | Marina Baixa      | Benidorm             | Trinquet Vicent Pérez Devesa                                        | cobert            | 9,8   | 57,7  | actiu      | privada |                    |
|      | Marina Alta       | Murla                | Trinquet Nel de Murla                                               |                   |       |       | actiu      |         |                    |
| 1993 | València          | Borbotó              | Centre Municipal de Pilota Valenciana                               | descobert         |       |       | actiu      |         |                    |
| 2011 | Plana Alta        | Castelló             | Trinquet del Sindical                                               | cobert            |       |       | actiu      | pública |                    |
| 2012 | Vall d'Albaida    | Otos                 | Trinquet d'Otos                                                     | cobert            |       |       | actiu      | pública | dissabtes          |
|      | Foia de Bunyol    | Xest                 | Frontó Barón de Cheste                                              | cobert            |       |       | actiu      | privada |                    |
|      | Plana Baixa       | Moncofa              | Trinquet Belcaire                                                   | cobert            |       |       | inactiu    | privada |                    |
| 1976 | Plana Baixa       | Moncofa              | Frontó Pedro Martí                                                  | cobert            |       |       | actiu      | privada |                    |
| 1772 | Marina Baixa      | Confrides            | Trinquet de l'Abdet                                                 | descobert         | 2,5   | 18    | actiu      | pública |                    |
| 1953 | Vall d'Albaida    | Aielo de Malferit    | Trinquet d'Aielo                                                    | [ 7 ]             |       |       |            |         |                    |
|      | Horta Oest        | Aldaia               | Trinquet d'Aldaia                                                   | descobert         |       |       |            | actiu   | pública            |
| 2018 | Horta Nord        | Alfara del Patriarca | Trinquet del Paretó                                                 | descobert         |       |       | construint | pública |                    |
|      | Comtat            | l'Alqueria d'Asnar   | Trinquet de l'Alqueria                                              | cobert            |       |       | actiu      | pública |                    |
| 2011 | Canal de Navarrés | Bicorb               | Trinquet de Bicorb                                                  | cobert            |       |       | actiu      | pública | [ 8 ]              |
| 1976 | Ribera Alta       | Castelló             | Trinquet Batiste                                                    | descobert         |       |       | inactiu    | pública |                    |
| 2015 | Costera           | Llocnou              | Trinquet Raül el Moreno                                             | descobert         |       |       | actiu      | pública | [ 9 ]              |
| 1925 | Horta Oest        | Manises              | Trinquet Juan Blasco Navarro                                        | cobert            | 10,05 | 58,1  | actiu      | pública |                    |
| 2018 | Comtat            | Muro d'Alcoi         | Trinquet de Muro                                                    | descobert         |       |       | actiu      | pública |                    |
|      | Vinalopó Mitjà    | Monòver              | Galotxetes de Monòver                                               | cobert            |       |       | actiu      | pública |                    |
|      | Foia de Bunyol    | Godelleta            | Trinquet de Godelleta                                               | cobert            |       |       |            |         |                    |
| 1950 | Horta Oest        | Torrent              | Trinquet José María Veguer                                          | descobert         |       |       | actiu      | pública |                    |
| 1982 | Camp de Túria     | l'Eliana             | Trinquet de l'Eliana                                                | cobert            |       |       | pública    |         |                    |
|      | Camp de Túria     | la Pobla de V.       | Trinquet Miquel Canya I                                             | cobert            | 9,05  | 54,26 | actiu      | pública | dilluns            |
|      | Marina Baixa      | Sella                | Plaça Major                                                         | descobert         |       |       | actiu      | públic  |                    |
| 2018 | Marina Baixa      | Sella                | Trinquet Les Saleres                                                | descobert         |       |       | actiu      | públic  |                    |
|      | Morvedre          | Sagunt               | Trinquet Comarcal                                                   | cobert            |       |       | inactiu    | pública |                    |
|      | Horta Nord        | Albuixec             | Trinquet d'Albuixec                                                 |                   |       |       |            |         |                    |
| 2010 | Horta Nord        | Montcada             | Ciutat de la Pilota                                                 | cobert            |       |       | inactiu    | pública |                    |
| 1937 | la Safor          | Rafelcofer           | Trinquet de Rafelcofer                                              | descobert         |       |       | inactiu    | privada |                    |
| 1893 | la Safor          | Simat                | Trinquet de Simat                                                   | descobert         |       |       | inactiu    | privada |                    |
| 1874 | Marina Alta       | Dénia                | Trinquet Vista Alegre                                               | descobert         | 12    | 55    | inactiu    | pública |                    |
|      | Ribera Alta       | Alberic              | Trinquet d'Alberic                                                  | cobert            |       |       | [ 10 ]     |         |                    |
|      | Horta Sud         | Alcàsser             | Trinquet d'Alcàsser                                                 |                   |       |       |            |         |                    |
| 2019 | Ribera Alta       | Algemesí             | Illa de la Pilota                                                   |                   |       |       | actiu      | pública |                    |
|      | Ribera Alta       | Algemesí             | Trinquet d'Algemesí                                                 | cobert            |       |       | venal      |         |                    |
|      | Ribera Alta       | Alfarb               | Carrer de pilota Conrado Casanova                                   |                   |       |       | actiu      | pública |                    |
|      | Ribera Alta       | Alginet              | Trinquet d'Alginet                                                  |                   |       |       | inactiu    |         |                    |
|      | Plana Baixa       | Almenara             | Carrer de pilota d'Almenara                                         | descobert         |       |       | actiu      | pública |                    |
|      | Marina Baixa      | Altea                | Trinquet d'Altea                                                    |                   |       |       |            |         |                    |
| 2011 | Ribera Alta       | Alzira               | Trinquet d'Alzira (nou)                                             | cobert            | 9,8   | 57,96 | inactiu    | pública | dilluns            |
| 1863 | Alcoià            | Alcoi                | Trinquet de la Cova Santa                                           | descobert         | 6     | 54    | inactiu    | pública |                    |
|      | Vall d'Albaida    | Bèlgida              | Carrer de la Pilota de Bèlgida                                      | cobert            |       |       | actiu      | pública |                    |
|      | el Comtat         | Beniarrés            | Trinquet Lluïset de Beniarrés                                       | cobert            |       |       | actiu      | pública |                    |
| 2005 | Ribera Alta       | Benifaió             | Carrer de pilota de Benifaió                                        | cobert            |       |       | actíu      | pública |                    |
|      | Vall d'Albaida    | Benigànim            | Trinquet de Benigànim                                               | cobert            |       |       | actiu      | pública |                    |
| 1945 | Ribera Alta       | Benifaió             | Trinquet de Benifaió                                                | cobert            |       |       | tombat     |         |                    |
|      | Marina Baixa      | Benimantell          | carrer Barranc                                                      |                   |       |       |            |         |                    |
|      | Marina Baixa      | Benimantell          | Plaça Major                                                         |                   |       |       |            |         |                    |
|      | Marina Baixa      | Benimantell          | Trinquet de Benimantell                                             |                   |       |       | tombat     |         |                    |
|      | Horta Nord        | Bonrepòs i Mirambell | Trinquet de Bonrepòs i Mirambell                                    | cobert            |       |       | actiu      | pública |                    |
|      | Plana Alta        | Borriol              | Trinquet Municipal de Borriol                                       | descobert         | 8,90  | 56,35 | actiu      | pública |                    |
| 1998 | Alacantí          | el Campello          | Trinquet Josep A. Martínez                                          | descobert         |       |       | actiu      | pública |                    |
| 1977 | Costera           | Canals               | Trinquet de Canals                                                  | cobert            |       |       | actiu      | pública |                    |
|      | Ribera Alta       | Carlet               | Trinquet de Carlet                                                  | descobert         |       |       | inactiu    |         |                    |
|      | Ribera Alta       | Carcaixent           | Trinquet de Carcaixent                                              |                   |       |       | inactiu    |         |                    |
|      | Ribera Alta       | Càrcer               | Trinquet de Càrcer                                                  | cobert            |       |       | actiu      | pública |                    |
|      | Camp de Túria     | Casinos              | Trinquet de Casinos                                                 |                   |       |       | inactiu    |         |                    |
|      | l'Alcoià          | Castalla             | Nou Trinquet de Castalla                                            | cobert            |       |       | actiu      |         |                    |
|      | València          | Castellar-Oliveral   | Trinquet de l'Institut                                              |                   |       |       | actiu      | pública |                    |
|      | Horta Sud         | Catarroja            | Trinquet Moderno                                                    |                   |       |       |            |         |                    |
|      | Horta Sud         | Catarroja            | Trinquet de Perales                                                 |                   |       |       |            |         |                    |
|      | la Safor          | Daimús               | Trinquet de Daimús                                                  |                   |       |       | actiu      | pública |                    |
| 2015 | Ribera Baixa      | Favara               | Trinquet de Favara                                                  |                   |       |       | actiu      | pública |                    |
|      | Horta Nord        | Foios                | Carrer de pilota de Foios                                           | descobert         |       |       | actiu      | pública |                    |
| 1927 | Marina Alta       | Gata de Gorgos       | Trinquet Xiquet de Gata                                             | descobert         |       |       | actiu      | pública |                    |
|      | Vall d'Albaida    | Llutxent             | Trinquet de Llutxent                                                |                   |       |       | inactiu    | pública |                    |
|      | Horta Nord        | Massalfassar         | Carrer de Pilota de Massalfassar                                    | descobert         |       |       | actiu      | pública |                    |
|      | Horta Nord        | Massalfassar         | Trinquet de Massalfassar                                            | cobert            |       |       | actiu      | pública |                    |
|      | Horta Nord        | Museros              | Frontó de Museros                                                   |                   |       |       | actiu      | pública |                    |
|      | Horta Nord        | Museros              | Trinquet de Museros                                                 |                   |       |       | actiu      | pública |                    |
|      | Ribera Alta       | Montserrat           | Carrer Municipal de Pilota                                          |                   |       |       | actiu      | pública |                    |
|      | Plana Baixa       | Onda                 | Trinquet Municipal d'Onda                                           | cobert            |       |       | actiu      | pública |                    |
| 1872 | Marina Alta       | Ondara               | Trinquet vell d'Ondara                                              |                   |       |       | actiu      | pública |                    |
|      | Marina Alta       | Ondara               | Trinquet Municipal d'Ondara                                         |                   |       |       | actiu      | pública |                    |
|      | Marina Alta       | Orba                 | Trinquet Municipal d'Orba                                           | cobert            |       |       | actiu      | pública |                    |
|      | Vall d'Albaida    | l'Olleria            | Trinquet de l'Olleria                                               | descobert         | 14    | 65    | inactiu    | privada |                    |
|      | la Safor          | Oliva                | Trinquet d'Oliva                                                    | cobert            |       |       | inactiu    | pública |                    |
|      | l'Alcoià          | Onil                 | Trinquet d'Onil                                                     | cobert            |       |       | actiu      | pública |                    |
|      | Vall d'Albaida    | Ontinyent            | cobert                                                              |                   |       |       | actiu      | pública |                    |
| 2011 | Marina Alta       | Parcent              | Trinquet de pilota grossa                                           |                   |       |       | actiu      | pública |                    |
|      | Ribera Baixa      | Polinyà de Xúquer    | Carrer Municipal de Pilota Adolfo Cebolla                           |                   |       |       | actiu      | pública |                    |
| 2013 | Vall d'Albaida    | Quatretonda          | Trinquet de Quatretonda                                             | cobert            |       |       | actiu      | pública |                    |
|      | Horta Nord        | Rafelbunyol          | Trinquet municipal de Rafelbunyol                                   | cobert            |       |       | actiu      | pública |                    |
| 1911 | Camp de Túria     | Riba-roja de Túria   | Trinquet Municipal "el Rullo"                                       | Coberta retràctil | 10m   | 50m   | actiu      | pública | Dissabte           |
| 1997 | Argentina         | San Juan             | Trinquet de San Juan                                                | descobert         |       |       | inactiu    | privada |                    |
|      | Ribera Baixa      | Sollana              | Carrer de Pilota de Sollana                                         |                   |       |       |            | pública |                    |
|      | la Safor          | Tavernes             | Mini trinquet municipal                                             |                   |       |       | pública    |         |                    |
|      | Baix Maestrat     | Traiguera            | Trinquet de Traiguera                                               |                   |       | actiu | pública    |         |                    |
|      | l'Alcalatén       | les Useres           |                                                                     |                   |       |       | actiu      | pública |                    |
|      | València          | la Carrasca          | Trinquet El Genovés                                                 | cobert            |       |       | actiu      | pública |                    |
|      | Marina Baixa      | La Vila Joiosa       | Trinquet de l'IES La Malladeta                                      |                   |       | actiu | pública    |         |                    |
| 1981 | la Safor          | Vilallonga           | Trinquet Tarsan                                                     | descobert         |       |       | inactiu    | privat  |                    |
|      | Marina Alta       | Xaló                 | Frontonet de Xaló                                                   | descobert         |       |       | actiu      | públic  |                    |
|      | els Serrans       | Xelva                |                                                                     |                   |       |       | actiu      | pública |                    |
|      | la Safor          | Xeresa               |                                                                     |                   |       |       | actiu      | pública |                    |
|      | Baix Maestrat     | Xert                 | Trinquet d'Enroig                                                   |                   |       |       | actiu      |         |                    |
| 2008 | Plana Baixa       | Xilxes               | Trinquet Municipal Álvaro Navarro                                   | cobert            |       |       | actiu      | pública |                    |
| 1999 | Plana Baixa       | Xilxes               | carrer Pintor Sorolla                                               |                   |       |       |            |         |                    |
|      | Horta Oest        | Xirivella            | Trinquet del Casino del CIM                                         |                   |       |       | actiu      | pública |                    |
| 1848 | Alacantí          | Alacant              | Trinquet d'Alacant                                                  |                   |       |       | tombat     |         |                    |
|      | Plana Alta        | Almassora            | Trinquet d'Almassora                                                | descobert         | 9,15  | 56,10 | tombat?    | privada |                    |
|      | Camp de Túria     | Benaguasil           | Trinquet de Benaguasil                                              |                   |       |       | tombat     |         |                    |
|      | Camp de Túria     | Benissanó            | Trinquet de Benissanó                                               |                   |       |       | tombat     |         |                    |
| 1900 | Camp de Túria     | Bétera               | Trinquet de Bétera                                                  |                   | 10,50 | 53    | tombat     |         | divendres/diumenge |
| 1897 | Horta Nord        | Burjassot            | Trinquet de Burjassot                                               |                   |       |       | tombat     |         |                    |
| 1973 | Marina Baixa      | Benidorm             | Frontó Eder Jai                                                     |                   |       |       | parat      | privada |                    |
| 1987 | Plana Alta        | Castelló             | Trinquet de Castàlia                                                | descobert         | 10,80 | 54,26 | tombat     | pública |                    |
|      | Baix Vinalopó     | Crevillent           | Trinquet de la Pasqualeta                                           |                   |       |       | tombat     | privada |                    |
|      | Baix Vinalopó     | Crevillent           | Trinquet del tio Mingeu                                             |                   |       |       | tombat     | privada |                    |
|      | Baix Vinalopó     | Crevillent           | Trinquet de Toni l'Encanyonaó                                       |                   |       |       | tombat     | privada |                    |
|      | Baix Vinalopó     | Crevillent           | Trinquet Corones/de la Vereda                                       |                   |       |       | tombat     | privada |                    |
| 1960 | Baix Vinalopó     | Crevillent           | Frontó del bar Grill                                                |                   |       |       | tombat     | privada |                    |
| 1927 | Vinalopó Mitjà    | Elda                 | Trinquete Eldense                                                   |                   |       |       | tombat     | privada |                    |
|      | Baix Vinalopó     | Elx                  | Frontó Ideal                                                        |                   |       |       | tombat     |         |                    |
|      | Baix Vinalopó     | Elx                  | Trinquet del Quarter                                                |                   |       |       | tombat     |         |                    |
| 1952 | la Safor          | Gandia               | Trinquet El Zurdo                                                   | cobert            | 8,98  | 56,97 | tombat     | privada |                    |
| 1945 | Ribera Alta       | Guadassuar           | Trinquet de Guadassuar                                              | descobert         | 9,4   | 57,04 | tombat     | privada | dimecres           |
|      | Horta Oest        | Paterna              | Trinquet de Paterna                                                 |                   |       |       | tombat     |         |                    |
|      | València          | la Xerea             | Trinquet de Cavallers                                               |                   |       |       | tombat     | privada |                    |
| 1500 | València          |                      | Trinquet de Centelles                                               |                   |       |       | tombat     | privada |                    |
| 1877 | València          | el Botànic           | Trinquet de Juan de Mena                                            |                   |       |       | tombat     | privada |                    |
|      | València          |                      | Trinquet de l'Encarnació                                            |                   |       |       | tombat     | privada |                    |
| 1484 | València          |                      | Trinquet de Mossén Olcina                                           |                   |       |       | tombat     | privada |                    |
|      | València          |                      | Trinquet de Mossén Sanz                                             |                   |       |       | tombat     | privada |                    |
| 1505 | València          |                      | Trinquet dels Faigs                                                 |                   |       |       | tombat     | privada |                    |
| 1525 | València          |                      | Trinquet del Trabuquet(ant. del Bordell dels Negres/de Mossén Cots) |                   |       |       |            |         |                    |
| 1534 | València          | la Xerea             | Trinquet dels Pilons o dels Mascons                                 |                   |       |       | tombat     | privada |                    |
|      | València          | Pla del Real         | Trinquet de l'Hospital                                              |                   |       |       | tombat     | privada |                    |
| 1700 | València          | la Xerea             | Trinquet de Balanzat/Montblanch/Na Segarra/de la Morera             |                   |       |       |            |         |                    |
| 1890 | València          |                      | Trinquet Llevant del Grau                                           |                   |       |       | tombat     | privada |                    |
| 1571 | València          | Plaça de la Mercé    | Trinquet d'En Ciurana                                               |                   |       |       | tombat     | privada |                    |
| 1505 | València          |                      | Trinquet del Pavorde                                                |                   |       |       | tombat     | privada |                    |
|      | Plana Baixa       | la Vall d'Uixó       | trinquet de la plaça Samarra                                        |                   |       |       | tombat     |         |                    |
| 1951 | la Safor          | Vilallonga           | Trinquet de Vilallonga                                              |                   |       |       | tombat     | privat  |                    |
| 1986 | Plana Baixa       | la Vilavella         | Trinquet de la Vilavella                                            | descobert         |       |       | inactiu    | públic  |                    |
| 1890 | els Serrans       | el Villar            | Frontó La Paz                                                       | descobert         |       |       | inactiu    | privat  |                    |
| 1890 | els Serrans       | el Villar            | trinquet del Huerto del Señor                                       | descobert         |       |       | inactiu    | privat  |                    |
|      | Marina Alta       | Xaló                 | Trinquet de Xaló                                                    | descobert         |       |       | tombat     | privada |                    |
| 2022 | Plana Alta        | Almassora            | Trinquet Antoniet d'Almassora                                       |                   |       |       | inaugurat  |         |                    |
| 2010 | Baix Maestrat     | Benicarló            | Trinquet de Benicarló                                               |                   |       |       | projectat  | pública |                    |
| 1240 | la Safor          | Almoines             | Alqueria Fortificada El Trinquet                                    |                   |       |       | BIC        | pública |                    |
| 2008 | La Safor          | Real de Gandia       | Carrer de pilota Regidor Vicent Mascarell                           | Descobert         |       |       | Actiu      | Pública |                    |
| A.   | Comarca           | Municipi             | Canxa                                                               | Cel               | ←→    | Llarg | Estat      | Gestió  | Partides           |

- Benasau
- Beniarjó
- Benimarfull
- Beniopa
- Bigastre (En construcció)
- Bocairent
- Calp
- Jesús Pobre
- Matola
- Oriola (En construcció)
- L'Orxa
- Palma de Gandia
- Pego
- Planes
- Real de Montroi
- Silla
- La Vall d'Ebo
- Vilafamés